# Záhoří (Liberec)
Záhoří é uma comuna checa localizada na região de Liberec, distrito de Semily.